# Jacobello dalle Masegne

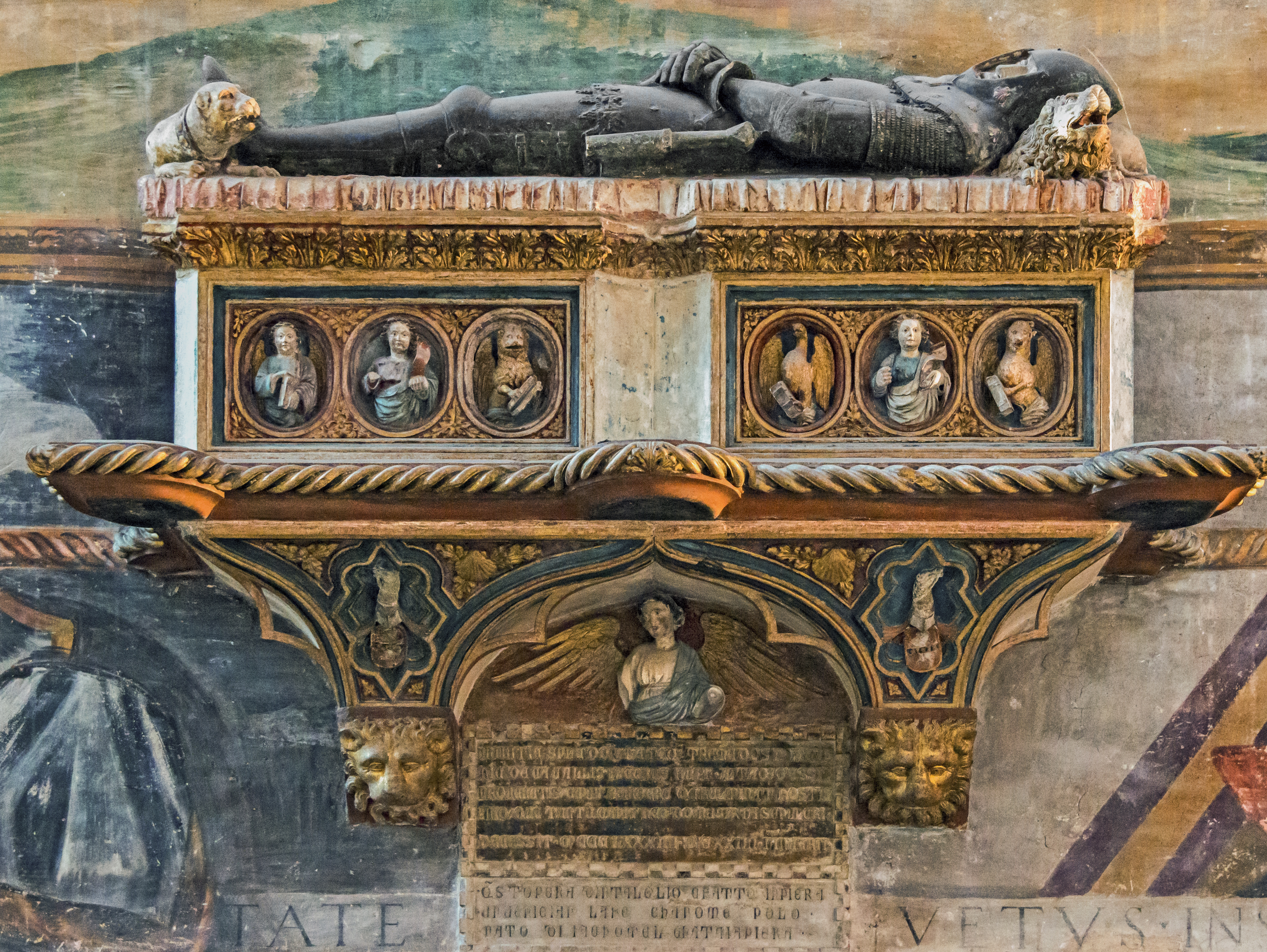
Monument till Giacomo Cavalli, Santi Giovanni e Paolo, Venedig

Jacobello dalle Masegne var en italiensk skulptör och arkitekt, omtalad 1389-1409.
Jacobello dalle Masegne arbetade med sin bror Pier Paolo som medhjälpare i Bologna, Venedig, Mantua och Milano. Han stil var sengotisk med en personlig, stark och livfull realism i figurframställningen.